# Turdus libonyana
Turdus libonyana là một loài chim trong họ Turdidae.